# Hemma (TV-program)
För andra betydelser, se Hemma (olika betydelser) eller Hemma.
Hemma var ett TV-program med Ria Wägner som programledare som sändes i SVT 1956-1966 och 1970-1978. Programmet, som av vissa nedsättande kallades för "husmorsprogram" fick svenska folket att intressera sig för nya maträtter och heminredning, men även för kultur och hushållsekonomi. Allting, inklusive matlagningen, skedde i realtid, och en gryta som skulle koka i 40 minuter fick därför göra detta medan en eller flera artister eller kulturpersonligheter gästade programmet. Ria Wägner var den första personen i svensk television –  sändningarna startade den 4 september 1956 i och med att Nackasändaren togs i bruk – som mediet gjorde folkkär. Hon blev även känd för att avsluta programmen med en italiensk bakåtvänd vinkning som hade betydelsen "vi ses snart" i stället för "hej för den här gången". Programmet hade stora likheter med det efterföljande Go'kväll i fråga om stil, innehåll och målgrupp.

## Nystart 1993–1996
Hemma drogs igång igen mellan åren 1993 och 1996, men nu med Ingela Agardh som programledare i de första omgångarna, senare Berndt Egerbladh och Ann Victorin. Det sändes på eftermiddagarna och innehöll tips, reportage, musikunderhållning och intervjuer. Programmet presenterades som "vardagligt, mänskligt och flärdfullt". Programmet innehöll ofta en längre intervju med någon känd person. Bland de många gästerna kan nämnas bland andra Anna-Greta Leijon, Meta Velander, Suzanne Osten, Gunilla Åkesson, Lasse Hallström, Staffan Heimerson, Georg Riedel, Cyndee Peters, Hagge Geigert, Eva Rydberg, Joe Labero, Lars Löfgren, Tomas von Brömssen och Marika Lagercrantz.